# Farbrorn som inte vill va' stor
Farbrorn som inte vill va' stor är en svensk animerad TV-serie från 1979 regisserad av Peter Cohen och Olof Landström och producerad av POJ-filmproduktion. Serien omfattar sex avsnitt på tio minuter och berättarrösten tillhör Gösta Ekman. Serien sändes ursprungligen i Sveriges Television under perioden 25–30 december 1979.

## Handling
Ragnar jobbar på kontor. Han fyller 33 i maj, och han har 45 i skor. Ragnar har livlig fantasi. Ju mer han tänker, desto yngre vill han bli. Han tänker att det vore bra om han vore tio år eller kanske bara sju. Då skulle han vara ute och leka någonting nu. Så brukar Ragnar tänka när han sitter på sitt kontor, för han är faktiskt farbrorn som inte vill vara stor.
Bland ämnena som tas upp finns vänskap, hobbyer, födelsedagar och pengars värde.

## Avsnitt
1. Att hitta en tia
2. Att ha en kompis
3. Att ha en hobby
4. Sovmorgon
5. Namnsdag
6. Att rymma

## DVD
Serien gavs ut på DVD 2003.

### Fotnoter
1. ↑  ”SVT, TV2 1979-12-25”. Svensk mediedatabas. 25 december 1979. https://smdb.kb.se/catalog/id/001690650. Läst 13 januari 2017.
2. ↑  ”SVT, TV2 1979-12-30”. Svensk mediedatabas. 30 december 1979. https://smdb.kb.se/catalog/id/001690187. Läst 13 januari 2017.